# Маркелов, Евгений Васильевич
Евгений  Васильевич Маркелов (1940—1967) — советский пловец. 
Трёхкратный чемпион СССР, рекордсмен Европы.  Мастер спорта СССР.

## Биография
Выступал под флагом общества СКА (Ленинград). Ученик тренера Л. Г. Сагайдука.
Специализировался в плавании баттерфляем. Входил в состав сборной СССР в 1960—1964 годах.
Чемпион СССР 1962 г. в плавании на 100 м баттерфляем.
Чемпион СССР 1959 года в эстафете 4х200 м вольным стилем и 1961 годов в комбинированной эстафете 4 х 100 м (плыл этап баттерфляем).
Рекордсмен Европы 1961 г. в комбинированной эстафете 4 х 100 м (плыл баттерфляем).
Окончил Институт физкультуры имени Лесгафта. Трагически погиб в Ленинграде 17 мая 1967 года, иногда в качестве даты смерти указывается 1964 год.